# Les Granges-Gontardes
 Les Granges-Gontardes  es una población y comuna francesa, en la región de Ródano-Alpes, departamento de Drôme, en el distrito de Nyons y cantón de Pierrelatte.

## Demografía
| 211 | 304 | 302 | 411 | 511 | 559 |
| Para los censos de 1962 a 1999 la población legal corresponde a la población sin duplicidades (Fuente: INSEE [Consultar]) |     |     |     |     |     |